# ミカ・ヨセフ・レベンゾン

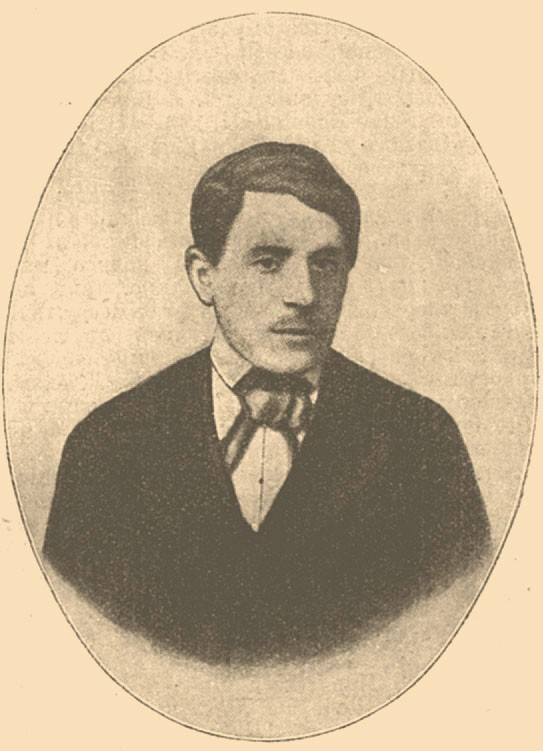
Micha Josef Lebensohn

ミカ・ヨセフ・レベンゾン（Micah Joseph Lebensohn、Mikhah Yoseph Lebenzon、Миха-Иосиф Лебенсон、ミハ・ヨシフ・レベンソン、1828年2月22日 - 1852年2月17日）は、リトアニアのヘブライ語詩人。ロシアにおけるハスカラーの主導的詩人の一人である。ヴィリニュスで生まれ、同地で亡くなった。
ミハル・レベンゾン（Mikhal Lebensohn）とも呼ばれる。形だけで見ると、「mikhal, mikhl.」はミカエルのポーランド語形であるほかに、ミカ（ミーハー）のイディッシュ語の指小形ともとれる。
アブラハム・レベンゾンの息子。
正統派ユダヤ教徒として、幼時から徹底してミクラー・ヘブライ語を読み書きし、ドイツ語・ポーランド語・ロシア語、更にフランス語を習得したため、早くから文学には興味を抱いた。

## 作品と出版・文献案内
- 詩集『シオンの娘の歌』（1851年）
- 『シオンの娘の竪琴』（1870年） - 生涯の残りの41編などを含む詩集。父より早くに亡くなったため、死後に父親によって出版された。